# Xanthesma nukarnensis
Xanthesma nukarnensis är en biart som först beskrevs av Exley 1974.  Xanthesma nukarnensis ingår i släktet Xanthesma och familjen korttungebin. Inga underarter finns listade i Catalogue of Life.

## Bildgalleri

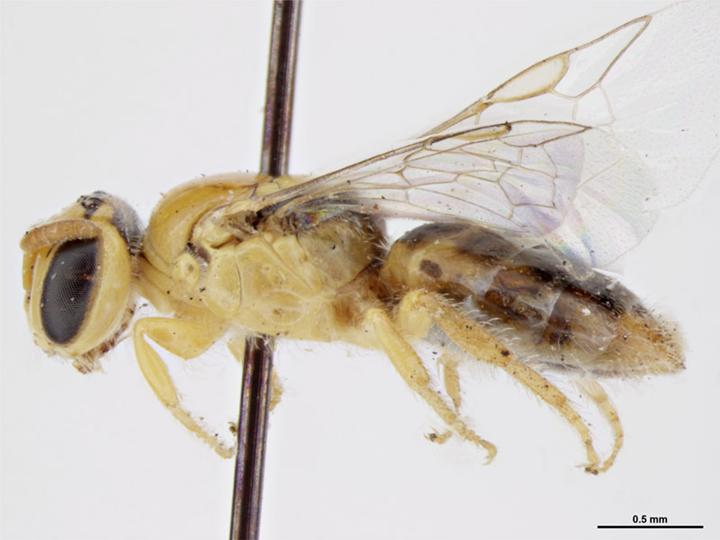
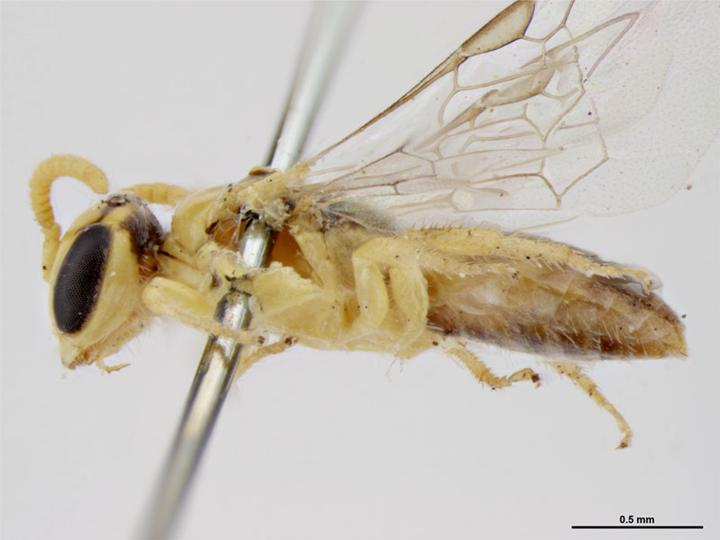